# Fluisteren
Fluisteren is spreken zonder gebruik te maken van de trillingen van de stembanden. Niettemin kan er door fluisteren hoorbaar geluid geproduceerd worden. Dit wordt geproduceerd door snelle luchtstromingen door de keel en de mond. 

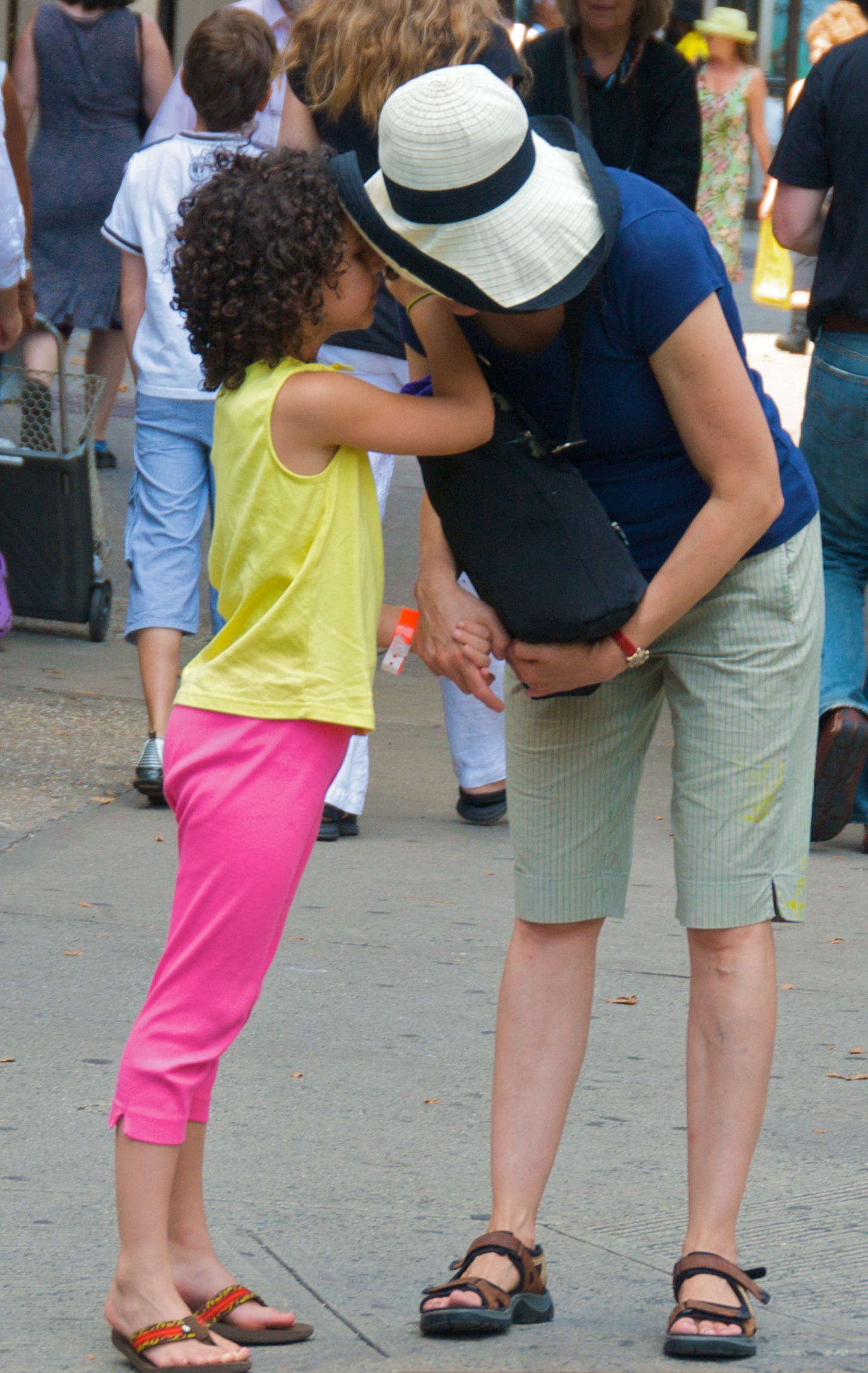
Een meisje fluistert.

Fluisteren is minder goed verstaanbaar dan hardop spreken. Niet alleen is het geluidniveau aanzienlijk lager, maar ook is het verschil tussen stemhebbende en stemloze medeklinkers aanzienlijk minder dan bij normale spraak. Zo is het onmogelijk om al fluisterend verschil te maken tussen de s en de z. 
Mensen kunnen met elkaar fluisteren om verschillende redenen, bijvoorbeeld om andere mensen niet te storen (in een slaapzaal of tijdens een concert bijvoorbeeld). Ook kan het tot doel hebben om informatie voor andere aanwezigen te verbergen. In Nederland en België wordt het algemeen als onbeleefd beschouwd om te fluisteren in gezelschap. Fluisteren in gezelschap kan ontaarden in roddelen. Geliefden fluisteren in elkaars oor, dit vergroot het gevoel van intimiteit.
Niet alleen mensen fluisteren. Ook bij katoentamarins, een apensoort, is - voor mensen onhoorbaar - fluistergedrag vastgesteld.

## Trivia
- Een bekend kinderspel is in een kring te zitten en een woord al fluisterend in elkaars oor door te geven. Het woord zal vaak geheel vervormd bij de oorspronkelijke spreker terugkomen. Heel kleine kinderen kunnen echter niet fluisteren, dat is iets wat geleerd moet worden.
- Ook dove mensen kunnen fluisteren. Zij maken de gebaren van de gebarentaal dan heel klein. De gebaren worden dan, net als bij fluisteren met de stem, moeilijker te begrijpen.
- Een citaat van Thomas Fuller luidt: Laat uw wil niet bulderen, als uw macht slechts fluisteren kan.
- Boze tongen fluisteren betekent dat er geruchten in de rondte gaan. Een fluistercampagne is een onopvallend in de openbaarheid gebracht verhaal, om iemand in diskrediet te brengen.
- In Londen heeft St Paul's Cathedral een whispering gallery. Langs de muur van de koepel gefluisterde woorden bereiken iemand die aan de overkant staat. Het zachte geluid weerkaatst zich langs de wand.